# Bias z Prieny

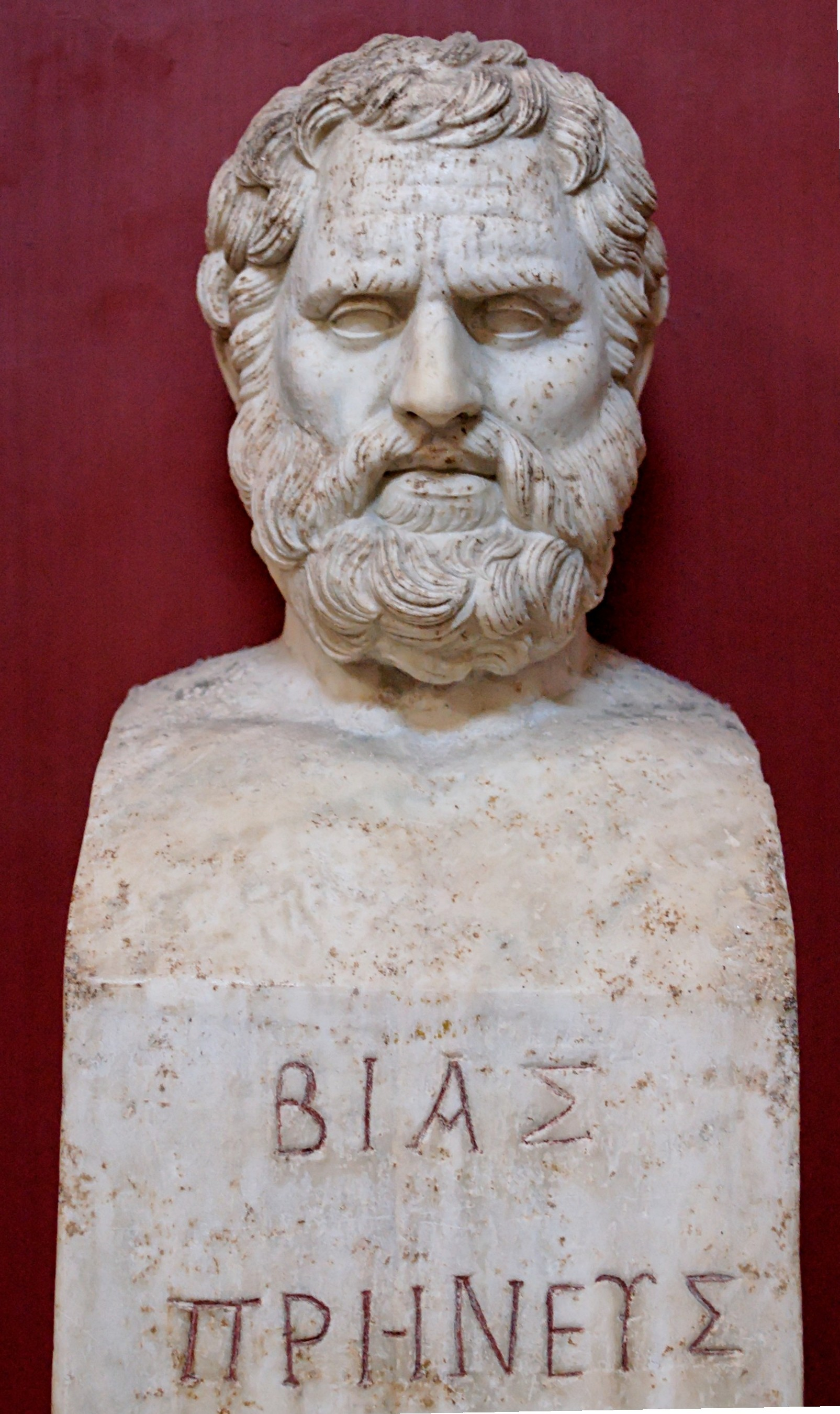
Herma przedstawiająca Biasa z Pieny. Muzea Watykańskie

Bias z Prieny (stgr. Βίας ὁ Πριηνεύς; VI w. p.n.e.) – grecki mędrzec. Zaliczany przez wszystkie znane źródła do Siedmiu mędrców starożytnej Grecji.

## Życie
Według Diogenesa Laertiosa pochodził z jońskiego miasta Priene i był synem Teutamosa. Występował w sądach. Uważany był za świetnego mówcę, który używał swoich umiejętności tylko w słusznych sprawach. Świadczyć ma o tym powiedzenie Demetriosa z Leros „Jeśli masz sądzić, to sądź tak, jak w Prienie”. Napisał, liczący około dwóch tysięcy wierszy, poemat o Jonii. Zmarł podczas rozprawy sądowej. Po wygłoszeniu mowy obronnej położył głowę na piersiach swego wnuka. Zebrani zorientowali się, że Bias nie żyje dopiero po zakończeniu rozprawy, gdy wydany został wyrok korzystny dla jego strony. Na jego grobie wyryto napis:
„Ten, którego sławna zrodziła Priena, Bias, Jonii chluba,
spoczywa tu w ziemi pod tym kamieniem”

## Powiedzenia
Wybrane powiedzenia przypisywane Biasowi przez Diogenesa Laertiosa:
- „Ludzie są w większości źli”.
- „Siła jest darem natury, świadomość zaś tego, co jest pożyteczne dla ojczyzny, to sprawa ducha i umysłu”.
- „Zbieraj się powoli do tego, co masz czynić, ale przy tym, co czynisz trwaj uparcie”.
- „Kochaj rozsądek”.
- „O bogach mów, że istnieją”.
- „Zdobywaj perswazją, a nie przemocą”.
- „Od młodości do starości zachowuj mądrość jako rzecz najniezbędniejszą: jest pewniejsza od wszelkich innych dóbr”.